# جيمي غولان
جيمي جولان (بالإنجليزية: Jamie Gullan)‏ هو لاعب كرة قدم إسكتلندي يلعب كمهاجمًا مع نادي هايبرنيان.